# Donald de Lennox
Donald (Domhnall) comte de Lennox (mort entre 1361 et 1364) fut le 6e comte de Lennox de 1333 à 1361/1364.

## Biographie
Donald Lennox, 6e comte de Lennox est le fils ainé et successeur de Malcolm II et de son épouse Margaret, réputée être une fille ou une sœur de Donald, comte de Mar. Le comte Donald est présent dans de nombreuses chartes liées à ses domaines ou à ses offices relatifs au Lennox, mais contrairement à son père il est peu actif dans les affaires du royaume d'Écosse. En septembre 1357 il est cependant l'un des magnats écossais qui participent aux négociations de la rançon du roi David II d'Écosse capturé par les Anglais après sa défaite lors de la Bataille de Neville's Cross en 1346 à laquelle Donald n'avait d'ailleurs pas participé. A part cet épisode on connaît peu de chose de ses activités et il semble être mort entre le 2 mai 1361 et le 20 novembre 1364. L'identité de son épouse est inconnue. Il ne laisse pas de fils survivant et il a comme successeur de suo jure comme comtesse sa fille  Margaret Lennox (morte en ou avant 1392) et son époux  Walter Faslane (mort en ou avant 1392) un lointain parent issu d'une lignée cadette de la famille de Lennox descendant d'Amelec frère de Maldwin de Lennox.

## Sources
- (en)  John L. Roberts  Lost Kingdoms. Celtic Scotland and the Middle Ages Edinburgh University Press (Edinburgh 1997)  (ISBN 0748609105).
- (en) S. I. Boardman   « Donald Lennox, sixth earl of Lennox (d. 1361x4), », Oxford Dictionary of National Biography, Oxford University Press, 2004